# St. Helenas hetfläck

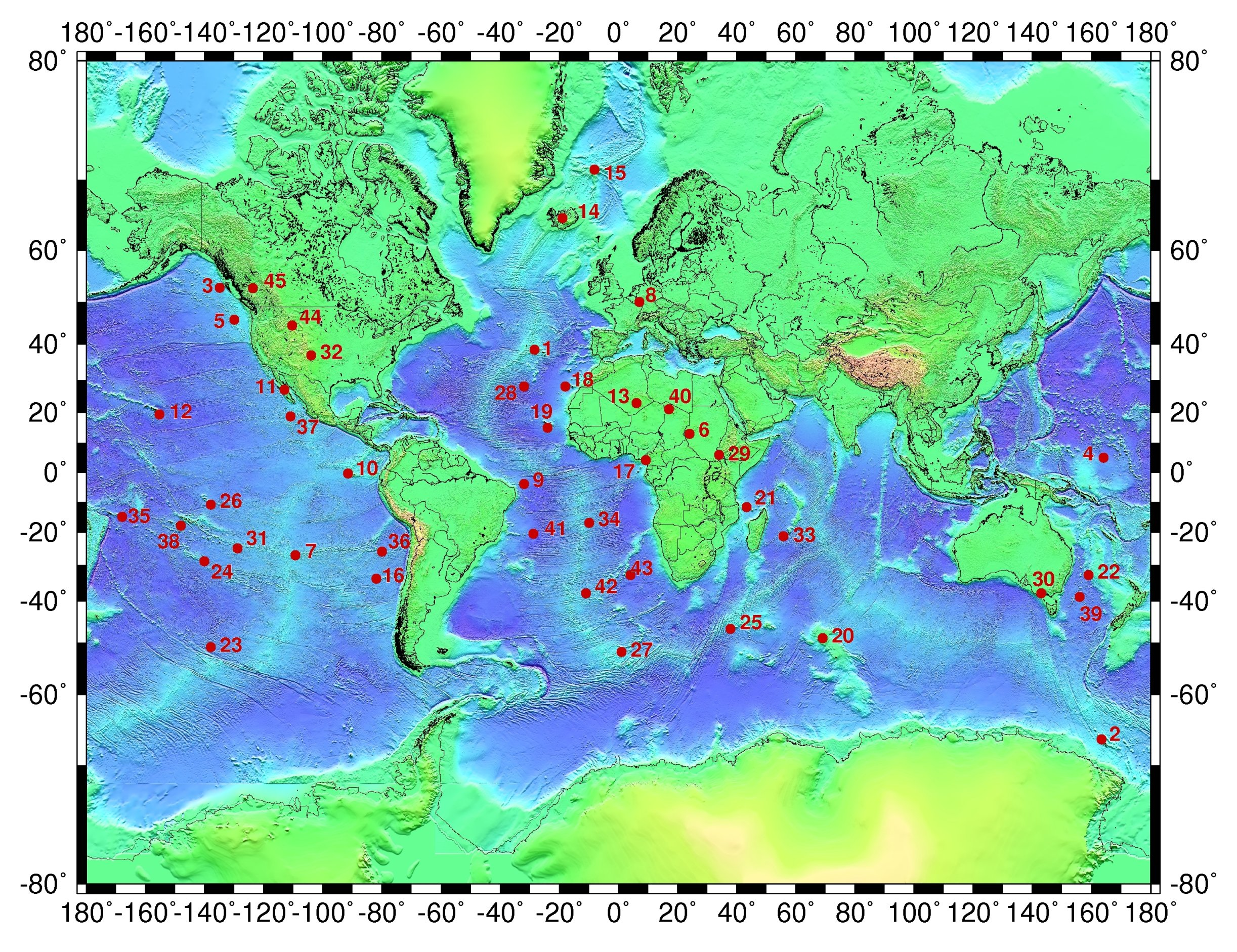
St. Helenas hetfläck är markerad 34 på kartan.

St. Helenas hetfläck är en vulkanisk hetfläck i Sydatlanten. Den är orsaken till ön Sankta Helena och St. Helena djuphavs-bergskedja. Det är en av de äldsta kända hotspotsna på jorden. Den började producera basalt lava för cirka 145 miljoner år sedan.